# Неогублений голосний заднього ряду низькосереднього підняття
Неогублений голосний заднього ряду низькосереднього піднесення (англ. Open-mid back unrounded vowel) — один з голосних звуків, чотирнадцятий з основних голосних звуків. Інколи називається неогубленим заднім низькосереднім голосним.
- У міжнародному фонетичному алфавіті позначається як [ʌ].
- У розширеному фонетичному алфавіті SAM позначається як [V].

## Приклади
- Англійська мова: plus [plʌs] (плюс)